# Bertioga
Bertioga, amtlich portugiesisch Município da Estância Balneária de Bertioga, ist eine Gemeinde an der Küste des brasilianischen Bundesstaates São Paulo. Bertioga stellt das nordöstliche Ende der Metropolregion Baixada Santista um die etwa 25 km westsüdwestlich gelegene Hafenstadt Santos dar. Die Distanz zur Staatshauptstadt São Paulo beträgt etwa 65 km. Die Gemeinde hatte zum 1. Juli 2019 geschätzt 63.249 Einwohner auf einer Fläche von rund 492 km², was heute einer Bevölkerungsdichte von etwa 126 Personen pro Quadratkilometer entspricht (2010: 97 Personen).
Bertioga hat den offiziellen Status eines Badekurortes, einer Estância balneária. Die Wirtschaft ist vom Tourismus bestimmt. Zahlreiche Strände locken Besucher vor allem aus der Millionenstadt São Paulo. 

## Geographie
Vor allem im Norden des Gemeindegebietes ist das Hinterland der Gemeinde von dichtem Regenwald, der Mata Atlântica bewachsen. 

## Geschichte
Historisch beschrieb Bertioga das südliche Ende des Kapitanats Santo Amaro, eines der 15 historischen Erbkapitanate, aus denen Brasilien zusammengesetzt war. Der deutsche Abenteurer Hans Staden war seinen Berichten zufolge Anfang des 16. Jahrhunderts Kommandant des portugiesischen Forts Fortaleza de São Felipe und wurde hier von den Tupinambá-Indianern nach Ubatuba verschleppt. Von historischem Interesse ist das Forte de São João da Bertioga aus dem 18. Jahrhundert.
Der nationalsozialistischer Kriegsverbrecher Josef Mengele, der eine Unzahl von Häftlingen im KZ Auschwitz-Birkenau ermordete, verbarg sich hier  während seiner letzten Lebensjahre bis 1979.
Die Gemeinde wurde 1991 durch Landesgesetz gegründet.

## Sehenswürdigkeiten

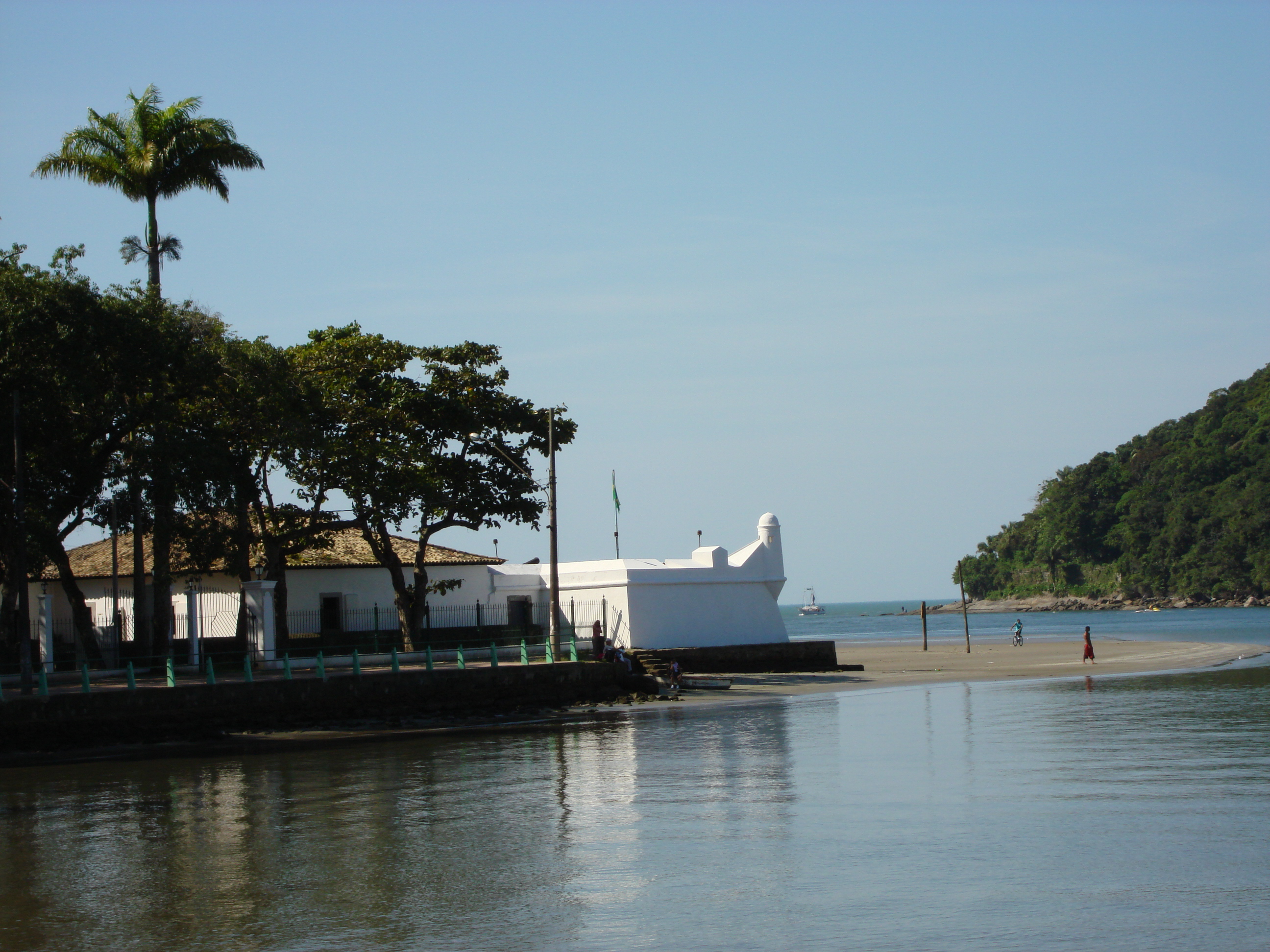
Fort São João in Bertioga
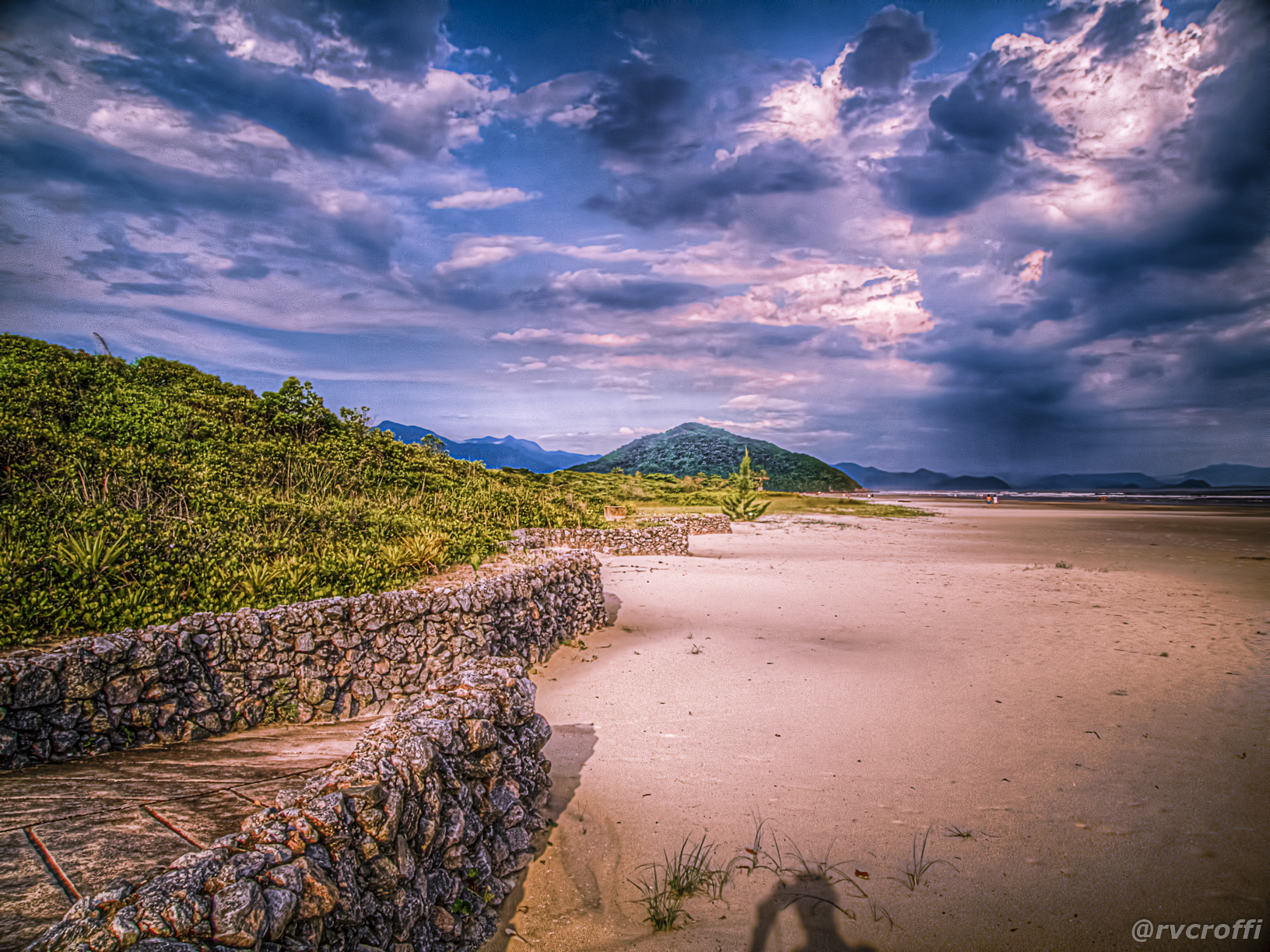
Strand von Guaratuba

## Belege
1. 1 2 3  IBGE: Bertioga – Panorama. Abgerufen am 3. Dezember 2019 (portugiesisch).
2. ↑  Caio Matheus 45 (Prefeito). In: com.br. Eleições 2016, archiviert vom Original (nicht mehr online verfügbar) am 29. September 2018; abgerufen am 28. September 2018 (portugiesisch).
3. ↑  Josef Mengele: os 40 anos da morte do médico nazista que viveu 17 anos em SP. In: globo.com. G1, abgerufen am 29. August 2020 (portugiesisch).
4. ↑  Municípios Paulistas. Abgerufen am 8. Juli 2024 (portugiesisch).